# Sofism
Sofism betecknar ett logiskt ohållbart argument, ett avsiktligt felslut.